# CONCACAF Nations League 2022–23
CONCACAF Nations League 2022–23 là mùa giải thứ hai của CONCACAF Nations League, một giải bóng đá quốc tế có với sự tham gia của các đội tuyển quốc gia đến từ 41 hiệp hội/liên đoàn bóng đá thành viên của CONCACAF. Vòng bảng của giải đấu bắt đầu vào ngày 2 tháng 6 năm 2022 và vòng đấu cuối cùng quyết định nhà vô địch được diễn ra từ ngày 15 đến ngày 18 tháng 6 năm 2023 tại Sân vận động Allegiant ở Paradise, Nevada. Giải đấu này cũng đóng vai trò là vòng loại cho Cúp Vàng CONCACAF 2023.
Hoa Kỳ đã giành chức vô địch lần thứ hai, sau khi đánh bại Canada 2–0 ở trận chung kết.

## Lịch trình
Thể thức của giải được công bố vào ngày 27 tháng 7 năm 2020. Do FIFA World Cup 2022 diễn ra vào cuối năm nên giải đấu được diễn ra vào tháng 6 năm 2022 đến tháng 3 năm 2023.
| Giai đoạn | Vòng          | Ngày                  |
| --------- | ------------- | --------------------- |
| Vòng bảng | Ngày 1        | 02/6/2022 – 04/6/2022 |
| Vòng bảng | Ngày 2        | 05/6/2022 – 07/62022  |
| Vòng bảng | Ngày 3        | 09/6/2022 – 11/6/2022 |
| Vòng bảng | Ngày 4        | 12/6/2022 – 14/6/2022 |
| Vòng bảng | Ngày 5        | 23/3/2023 – 25/3/2023 |
| Vòng bảng | Ngày 6        | 26/3/2023 – 28/3/2023 |
| Chung kết | Bán kết       | 15/62023              |
| Chung kết | Tranh hạng ba | 18/6/2023             |
| Chung kết | Chung kết     | 18/6/2023             |

## Thể thức

### Tiebreakers
Thứ hạng của các đội ở mỗi bảng được xác định như sau (Điều 12.3):
1. Số điểm giành được trong tất cả các trận đấu vòng bảng (3 điểm/trận thắng, 1 điểm/trận hòa và 0 điểm/trận thua);
2. Hiệu số bàn thắng bại ở tất cả các trận vòng bảng;
3. Số bàn thắng ghi được trong tất cả các trận đấu vòng bảng;
4. Số điểm có được trong các trận đấu giữa các đội được đề cập;
5. Hiệu số bàn thắng bại trong các trận đấu giữa các đội được đề cập;
6. Số bàn thắng ghi được trong các trận đấu giữa các đội được đề cập;
7. Số bàn thắng sân khách ghi được trong các trận đấu giữa các đội được đề cập (nếu chỉ hòa giữa hai đội);
8. Điểm fair-play ở tất cả trận đấu vòng bảng (chỉ có thể áp dụng một điểm trừ cho một cầu thủ trong một trận đấu):
  - Thẻ vàng: −1 điểm;
  - Thẻ đỏ gián tiếp (2 thẻ vàng): −3 điểm;
  - Thẻ đỏ trực tiếp: −4 điểm;
  - Thẻ vàng và thẻ đỏ trực tiếp: −5 điểm;
9. Bốc thăm.

## Hạt giống

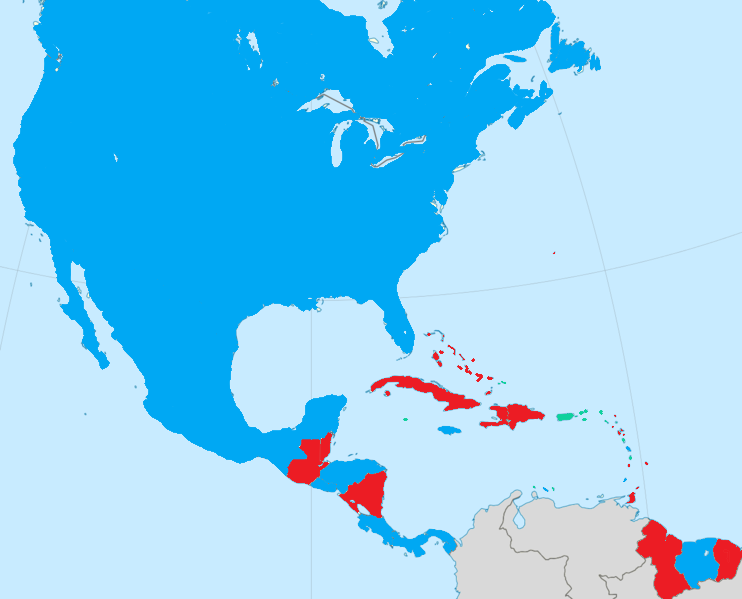
Bản đồ hiển thị các League mà mỗi đội tuyển quốc gia sẽ tham gia.
League A
League B
League C

Tất cả 41 đội tuyển quốc gia CONCACAF đều tham gia tranh tài. 4 đội đứng cuối mỗi bảng ở League A và League B từ mùa giải 2019–20 tụt xuống một bậc, trong khi bốn đội đứng đầu mỗi bảng ở League B và League C thăng lên. Các đội còn lại ở lại giải đấu tương ứng của họ.
Lễ bốc thăm vòng giải đấu diễn ra tại Miami (Florida, Hoa Kỳ) vào ngày 4 tháng 4 năm 2022 lúc 19h (theo giờ EDT). Mỗi bảng ở các League được bốc thăm bằng cách lựa chọn các đội từ nhóm 1 đến nhóm 3. Quy trình tương tự được thực hiện cho các bảng còn lại. Các đội được xếp hạt giống vào các nhóm theo Bảng xếp hạng CONCACAF.
| Rise | Thăng hạng ở mùa giải trước |
| Fall | Xuống hạng ở mùa giải trước |

| Hạt giống | Đội         | Prv  | Điểm  | Hạng |
| --------- | ----------- | ---- | ----- | ---- |
| 1         | México      |      | 2,020 | 1    |
| 1         | Hoa Kỳ      |      | 1,917 | 2    |
| 1         | Canada      |      | 1,821 | 3    |
| 1         | Costa Rica  |      | 1,805 | 4    |
| 2         | Panama      |      | 1,624 | 5    |
| 2         | Jamaica     | Rise | 1,471 | 6    |
| 2         | El Salvador | Rise | 1,390 | 9    |
| 2         | Honduras    |      | 1,350 | 10   |
| 3         | Martinique  |      | 1,252 | 11   |
| 3         | Curaçao     |      | 1,249 | 12   |
| 3         | Suriname    | Rise | 1,089 | 15   |
| 3         | Grenada     | Rise | 834   | 25   |

| Hạt giống | Đội                         | Prv  | Điểm  | Hạng |
| --------- | --------------------------- | ---- | ----- | ---- |
| 1         | Haiti                       | Fall | 1,432 | 7    |
| 1         | Guatemala                   | Rise | 1,417 | 8    |
| 1         | Trinidad và Tobago          | Fall | 1,232 | 13   |
| 1         | Cuba                        | Fall | 1,096 | 14   |
| 2         | Guyane thuộc Pháp           |      | 1,030 | 16   |
| 2         | Guadeloupe                  | Rise | 1,011 | 17   |
| 2         | Nicaragua                   |      | 986   | 18   |
| 2         | Bermuda                     | Fall | 973   | 19   |
| 3         | Antigua và Barbuda          |      | 953   | 20   |
| 3         | Guyana                      |      | 924   | 21   |
| 3         | Cộng hòa Dominica           |      | 872   | 23   |
| 3         | Saint Vincent và Grenadines |      | 865   | 24   |
| 4         | Belize                      |      | 795   | 26   |
| 4         | Montserrat                  |      | 767   | 27   |
| 4         | Barbados                    | Rise | 674   | 31   |
| 4         | Bahamas                     | Rise | 538   | 33   |

| Hạt giống | Đội                       | Prv  | Điểm | Hạng |
| --------- | ------------------------- | ---- | ---- | ---- |
| 1         | Saint Kitts và Nevis      | Fall | 910  | 22   |
| 1         | Puerto Rico               |      | 725  | 28   |
| 1         | Bonaire                   |      | 718  | 29   |
| 1         | Saint Lucia               | Fall | 709  | 30   |
| 2         | Dominica                  | Fall | 625  | 32   |
| 2         | Aruba                     | Fall | 528  | 34   |
| 2         | Quần đảo Cayman           |      | 512  | 35   |
| 2         | Quần đảo Turks và Caicos  |      | 448  | 36   |
| 3         | Saint-Martin              |      | 381  | 37   |
| 3         | Sint Maarten              |      | 296  | 38   |
| 3         | Quần đảo Virgin thuộc Mỹ  |      | 246  | 39   |
| 3         | Anguilla                  |      | 218  | 40   |
| 3         | Quần đảo Virgin thuộc Anh |      | 152  | 41   |

## League A

### Bảng A
| VT | Đội      | ST | T | H | B | BT | BB | HS | Đ | Giành quyền tham dự                 |  | México | Jamaica | Suriname |
| -- | -------- | -- | - | - | - | -- | -- | -- | - | ----------------------------------- |  | ------ | ------- | -------- |
| 1  | México   | 4  | 2 | 2 | 0 | 8  | 3  | +5 | 8 | Vòng chung kết và Cúp Vàng CONCACAF |  |        | 2–2     | 3–0      |
| 2  | Jamaica  | 4  | 1 | 3 | 0 | 7  | 5  | +2 | 6 | Cúp Vàng CONCACAF                   |  | 1–1    |         | 3–1      |
| 3  | Suriname | 4  | 0 | 1 | 3 | 2  | 9  | −7 | 1 | Vòng loại Cúp Vàng CONCACAF         |  | 0–2    | 1–1     |          |

### Bảng B
| VT | Đội        | ST | T | H | B | BT | BB | HS | Đ  | Giành quyền tham dự                 |  | Panama | Costa Rica | Martinique |
| -- | ---------- | -- | - | - | - | -- | -- | -- | -- | ----------------------------------- |  | ------ | ---------- | ---------- |
| 1  | Panama     | 4  | 3 | 1 | 0 | 8  | 0  | +8 | 10 | Vòng chung kết và Cúp Vàng CONCACAF |  |        | 2–0        | 5–0        |
| 2  | Costa Rica | 4  | 2 | 0 | 2 | 4  | 4  | 0  | 6  | Cúp Vàng CONCACAF                   |  | 0–1    |            | 2–0        |
| 3  | Martinique | 4  | 0 | 1 | 3 | 1  | 9  | −8 | 1  | Vòng loại Cúp Vàng CONCACAF         |  | 0–0    | 1–2        |            |

### Bảng C
| VT | Đội      | ST | T | H | B | BT | BB | HS | Đ | Giành quyền tham dự                 |  | Canada | Honduras | Curaçao |
| -- | -------- | -- | - | - | - | -- | -- | -- | - | ----------------------------------- |  | ------ | -------- | ------- |
| 1  | Canada   | 4  | 3 | 0 | 1 | 11 | 3  | +8 | 9 | Vòng chung kết và Cúp Vàng CONCACAF |  |        | 4–1      | 4–0     |
| 2  | Honduras | 4  | 2 | 0 | 2 | 5  | 7  | −2 | 6 | Cúp Vàng CONCACAF                   |  | 2–1    |          | 1–2     |
| 3  | Curaçao  | 4  | 1 | 0 | 3 | 2  | 8  | −6 | 3 | Vòng loại Cúp Vàng CONCACAF         |  | 0–2    | 0–1      |         |

### Bảng D
| VT | Đội         | ST | T | H | B | BT | BB | HS  | Đ  | Giành quyền tham dự                 |  | Hoa Kỳ | El Salvador | Grenada |
| -- | ----------- | -- | - | - | - | -- | -- | --- | -- | ----------------------------------- |  | ------ | ----------- | ------- |
| 1  | Hoa Kỳ      | 4  | 3 | 1 | 0 | 14 | 2  | +12 | 10 | Vòng chung kết và Cúp Vàng CONCACAF |  |        | 1–0         | 5–0     |
| 2  | El Salvador | 4  | 1 | 2 | 1 | 6  | 5  | +1  | 5  | Cúp Vàng CONCACAF                   |  | 1–1    |             | 3–1     |
| 3  | Grenada     | 4  | 0 | 1 | 3 | 4  | 17 | −13 | 1  | Vòng loại Cúp Vàng CONCACAF         |  | 1–7    | 2–2         |         |

### Chung kết Nations League

#### Hạt giống
Bốn đội được xếp hạng dựa trên kết quả của họ ở vòng bảng để xác định các trận bán kết. Hạt giống thứ nhất đấu với hạt giống thứ tư và hạt giống thứ hai đấu với hạt giống thứ ba.
| Hạt giống | Bg | Đội        | ST | T | H | B | BT | BB | HS  | Đ  |
| --------- | -- | ---------- | -- | - | - | - | -- | -- | --- | -- |
| 1         | D  | Hoa Kỳ (H) | 4  | 3 | 1 | 0 | 14 | 2  | +12 | 10 |
| 2         | B  | Panama     | 4  | 3 | 1 | 0 | 8  | 0  | +8  | 10 |
| 3         | C  | Canada     | 4  | 3 | 0 | 1 | 11 | 3  | +8  | 9  |
| 4         | A  | México     | 4  | 2 | 2 | 0 | 8  | 3  | +5  | 8  |

#### Sơ đồ
|  | Bán kết               | Bán kết |                       |   | Chung kết | Chung kết |
|  |                       |         |                       |   |           |           |
|  | 15 tháng 6 – Paradise |         |                       |   |           |           |
|  |                       |         |                       |   |           |           |
|  | Panama                | 0       |                       |   |           |           |
|  | Panama                | 0       | 18 tháng 6 – Paradise |   |           |           |
|  | Canada                | 2       |                       |   |           |           |
|  | Canada                | 2       | Canada                | 0 |           |           |
|  | 15 tháng 6 – Paradise |         | Canada                | 0 |           |           |
|  |                       | Hoa Kỳ  | 2                     |   |           |           |
|  | Hoa Kỳ                | Hoa Kỳ  | 2                     | 3 |           |           |
|  | Hoa Kỳ                |         |                       | 3 |           |           |
|  | México                | 0       |                       |   |           |           |
|  | México                | 0       | Tranh hạng ba         |   |           |           |
|  |                       |         |                       |   |           |           |
|  | 18 tháng 6 – Paradise |         |                       |   |           |           |
|  |                       |         |                       |   |           |           |
|  | Panama                | 0       |                       |   |           |           |
|  | Panama                | 0       |                       |   |           |           |
|  | México                | 1       |                       |   |           |           |

Tất cả trận đấu diễn ra theo Múi giờ Thái Bình Dương (UTC−7).

#### Bán kết
| Panama | 0–2      | Canada                   |
| ------ | -------- | ------------------------ |
|        | Chi tiết | - David 25' - Davies 70' |

| Hoa Kỳ                        | 3–0      | México |
| ----------------------------- | -------- | ------ |
| - Pulisic 37', 46' - Pepi 79' | Chi tiết |        |

#### Tranh hạng ba
| Panama | 0–1      | México        |
| ------ | -------- | ------------- |
|        | Chi tiết | - Gallardo 4' |

#### Chung kết
| Canada | 0–2      | Hoa Kỳ                       |
| ------ | -------- | ---------------------------- |
|        | Chi tiết | - Richards 12' - Balogun 34' |

## League B

### Bảng A
| VT | Đội                | ST | T | H | B | BT | BB | HS | Đ  | Giành quyền tham dự             |  | Cuba | Guadeloupe | Antigua và Barbuda | Barbados |
| -- | ------------------ | -- | - | - | - | -- | -- | -- | -- | ------------------------------- |  | ---- | ---------- | ------------------ | -------- |
| 1  | Cuba               | 6  | 5 | 0 | 1 | 11 | 3  | +8 | 15 | Thăng hạng và Cúp Vàng CONCACAF |  |      | 1–0        | 3–1                | 3–0      |
| 2  | Guadeloupe         | 6  | 3 | 0 | 3 | 5  | 5  | 0  | 9  | Vòng loại Cúp Vàng CONCACAF     |  | 2–1  |            | 0–1                | 2–1      |
| 3  | Antigua và Barbuda | 6  | 3 | 0 | 3 | 5  | 7  | −2 | 9  | Vòng loại Cúp Vàng CONCACAF     |  | 0–2  | 1–0        |                    | 1–2      |
| 4  | Barbados           | 6  | 1 | 0 | 5 | 3  | 9  | −6 | 3  |                                 |  | 0–1  | 0–1        | 0–1                |          |

1. ↑  Antigua và Barbuda được vào Vòng loại Cúp Vàng CONCACAF 2023 do là đội đứng thứ ba có thành tích tốt nhất.

### Bảng B
| VT | Đội        | ST | T | H | B | BT | BB | HS  | Đ  | Giành quyền tham dự             |     | Haiti | Guyana | Bermuda | Montserrat |
| -- | ---------- | -- | - | - | - | -- | -- | --- | -- | ------------------------------- | --- | ----- | ------ | ------- | ---------- |
| 1  | Haiti      | 6  | 5 | 1 | 0 | 22 | 5  | +17 | 16 | Thăng hạng và Cúp Vàng CONCACAF |     |       | 6–0    | 3–1     | 3–2        |
| 2  | Guyana     | 6  | 3 | 1 | 2 | 5  | 5  | 0   | 10 | Vòng loại Cúp Vàng CONCACAF     |     | 2–6   |        | 0–0     |            |
| 3  | Bermuda    | 6  | 1 | 1 | 4 | 7  | 10 | −3  | 4  |                                 |     | 0–0   | 0–2    |         | 3–0        |
| 4  | Montserrat | 6  | 1 | 1 | 4 | 6  | 14 | −8  | 4  |                                 | 0–4 | 1–2   | 3–2    |         |            |

### Bảng C
| VT | Đội                         | ST | T | H | B | BT | BB | HS  | Đ  | Giành quyền tham dự             |     | Nicaragua | Trinidad và Tobago | Bahamas | Saint Vincent và Grenadines |
| -- | --------------------------- | -- | - | - | - | -- | -- | --- | -- | ------------------------------- | --- | --------- | ------------------ | ------- | --------------------------- |
| 1  | Nicaragua                   | 6  | 4 | 2 | 0 | 15 | 5  | +10 | 14 | Bị loại                         |     |           | 2–1                | 4–0     | 4–1                         |
| 2  | Trinidad và Tobago (P)      | 6  | 4 | 1 | 1 | 12 | 4  | +8  | 13 | Thăng hạng và Cúp Vàng CONCACAF |     | 1–1       |                    | 1–0     | 4–1                         |
| 3  | Bahamas                     | 6  | 1 | 1 | 4 | 2  | 11 | −9  | 4  |                                 |     | 0–2       | 0–3                |         | 1–0                         |
| 4  | Saint Vincent và Grenadines | 6  | 0 | 2 | 4 | 5  | 14 | −9  | 2  |                                 | 2–2 | 0–2       | 1–1                |         |                             |

1. ↑  Nicaragua bị loại khỏi Cúp Vàng CONCACAF 2023 và không được thăng hạng lên League A của CONCACAF Nations League do đưa vào sân một cầu thủ không đủ điều kiện. Trinidad và Tobago thế chỗ của Nicaragua.

### Bảng D
| VT | Đội               | ST | T | H | B | BT | BB | HS | Đ  | Giành quyền tham dự             |     | Guatemala | Guyane thuộc Pháp | Cộng hòa Dominica | Belize |
| -- | ----------------- | -- | - | - | - | -- | -- | -- | -- | ------------------------------- | --- | --------- | ----------------- | ----------------- | ------ |
| 1  | Guatemala (P)     | 6  | 4 | 1 | 1 | 11 | 4  | +7 | 13 | Thăng hạng và Cúp Vàng CONCACAF |     |           | 4–0               | 2–0               | 2–0    |
| 2  | Guyane thuộc Pháp | 6  | 3 | 2 | 1 | 8  | 8  | 0  | 11 | Vòng loại Cúp Vàng CONCACAF     |     | 2–0       |                   | 1–1               | 1–0    |
| 3  | Cộng hòa Dominica | 6  | 2 | 2 | 2 | 8  | 7  | +1 | 8  |                                 |     | 1–1       | 2–3               |                   | 2–0    |
| 4  | Belize            | 6  | 0 | 1 | 5 | 2  | 10 | −8 | 1  |                                 | 1–2 | 1–1       | 0–2               |                   |        |

### Xếp hạng các đội đứng thứ hai
Do Nicaragua bị loại, thứ hạng của tất cả các đội xếp thứ hai được sử dụng để xác định đội nào sẽ thay thế họ ở League A.
| VT | Bg | Đội                    | ST | T | H | B | BT | BB | HS | Đ  | Giành quyền tham dự    |
| -- | -- | ---------------------- | -- | - | - | - | -- | -- | -- | -- | ---------------------- |
| 1  | C  | Trinidad và Tobago (P) | 6  | 4 | 1 | 1 | 12 | 4  | +8 | 13 | Thăng hạng và Cúp Vàng |
| 2  | D  | Guyane thuộc Pháp      | 6  | 3 | 2 | 1 | 8  | 8  | 0  | 11 | Vòng loại Cúp Vàng     |
| 3  | B  | Guyana                 | 6  | 3 | 1 | 2 | 8  | 14 | −6 | 10 | Vòng loại Cúp Vàng     |
| 4  | A  | Guadeloupe             | 6  | 3 | 0 | 3 | 5  | 5  | 0  | 9  | Vòng loại Cúp Vàng     |

### Xếp hạng các đội thứ ba
Vì Trinidad và Tobago đã thay thế Nicaragua ở Cúp Vàng, thứ hạng của tất cả các đội xếp thứ ba được sử dụng để xác định đội nào sẽ thay thế họ ở vòng sơ loại Cúp Vàng.
| VT | Bg | Đội                | ST | T | H | B | BT | BB | HS | Đ | Giành quyền tham dự |
| -- | -- | ------------------ | -- | - | - | - | -- | -- | -- | - | ------------------- |
| 1  | A  | Antigua và Barbuda | 6  | 3 | 0 | 3 | 5  | 7  | −2 | 9 | Vòng loại Cúp Vàng  |
| 2  | D  | Cộng hòa Dominica  | 6  | 2 | 2 | 2 | 8  | 7  | +1 | 8 |                     |
| 3  | B  | Bermuda            | 6  | 1 | 1 | 4 | 7  | 10 | −3 | 4 |                     |
| 4  | C  | Bahamas            | 6  | 1 | 1 | 4 | 2  | 11 | −9 | 4 |                     |

## League C

### Bảng A
| VT | Đội                      | ST | T | H | B | BT | BB | HS  | Đ  | Giành quyền tham dự              |     | Sint Maarten | Bonaire | Quần đảo Turks và Caicos | Quần đảo Virgin thuộc Mỹ |
| -- | ------------------------ | -- | - | - | - | -- | -- | --- | -- | -------------------------------- | --- | ------------ | ------- | ------------------------ | ------------------------ |
| 1  | Sint Maarten (P)         | 6  | 3 | 2 | 1 | 19 | 9  | +10 | 11 | Thăng hạng và Vòng loại Cúp Vàng |     |              | 6–1     | 8–2                      | 1–1                      |
| 2  | Bonaire                  | 6  | 3 | 1 | 2 | 12 | 11 | +1  | 10 |                                  |     | 2–2          |         | 1–2                      | 2–0                      |
| 3  | Quần đảo Turks và Caicos | 6  | 3 | 0 | 3 | 10 | 16 | −6  | 9  |                                  | 2–0 | 1–4          |         | 1–0                      |                          |
| 4  | Quần đảo Virgin thuộc Mỹ | 6  | 1 | 1 | 4 | 5  | 10 | −5  | 4  |                                  | 1–2 | 0–2          | 3–2     |                          |                          |

### Bảng B
| VT | Đội                      | ST | T | H | B | BT | BB | HS | Đ  | Giành quyền tham dự              |     | Saint Kitts và Nevis | Aruba | Saint-Martin |
| -- | ------------------------ | -- | - | - | - | -- | -- | -- | -- | -------------------------------- | --- | -------------------- | ----- | ------------ |
| 1  | Saint Kitts và Nevis (P) | 4  | 3 | 1 | 0 | 9  | 4  | +5 | 10 | Thăng hạng và Vòng loại Cúp Vàng |     |                      | 2–0   | 1–1          |
| 2  | Aruba                    | 4  | 1 | 1 | 2 | 5  | 5  | 0  | 4  |                                  |     | 2–3                  |       | 3–0          |
| 3  | Saint-Martin             | 4  | 0 | 2 | 2 | 2  | 7  | −5 | 2  |                                  | 0–1 | 1–1                  |       |              |

### Bảng C
| VT | Đội             | ST | T | H | B | BT | BB | HS | Đ  | Giành quyền tham dự              |     | Saint Lucia | Anguilla | Dominica |
| -- | --------------- | -- | - | - | - | -- | -- | -- | -- | -------------------------------- | --- | ----------- | -------- | -------- |
| 1  | Saint Lucia (P) | 4  | 4 | 0 | 0 | 8  | 2  | +6 | 12 | Thăng hạng và Vòng loại Cúp Vàng |     |             | 2–0      | 3–1      |
| 2  | Anguilla        | 4  | 0 | 2 | 2 | 2  | 5  | −3 | 2  |                                  |     | 1–2         |          | 0–0      |
| 3  | Dominica        | 4  | 0 | 2 | 2 | 2  | 5  | −3 | 2  |                                  | 0–1 | 1–1         |          |          |

### Bảng D
| VT | Đội                       | ST | T | H | B | BT | BB | HS  | Đ  | Giành quyền tham dự              |     | Puerto Rico | Quần đảo Cayman | Quần đảo Virgin thuộc Anh |
| -- | ------------------------- | -- | - | - | - | -- | -- | --- | -- | -------------------------------- | --- | ----------- | --------------- | ------------------------- |
| 1  | Puerto Rico (P)           | 4  | 4 | 0 | 0 | 17 | 2  | +15 | 12 | Thăng hạng và Vòng loại Cúp Vàng |     |             | 5–1             | 6–0                       |
| 2  | Quần đảo Cayman           | 4  | 0 | 2 | 2 | 3  | 10 | −7  | 2  |                                  |     | 0–3         |                 | 1–1                       |
| 3  | Quần đảo Virgin thuộc Anh | 4  | 0 | 2 | 2 | 3  | 11 | −8  | 2  |                                  | 1–3 | 1–1         |                 |                           |

## Danh sách ghi bàn
Nguồn:
| Hạng | Cầu thủ           | Bàn thắng |
| ---- | ----------------- | --------- |
| 1    | Jonathan David    | 4         |
| 1    | Jesús Ferreira    | 4         |
| 1    | Ricardo Pepi      | 4         |
| 4    | Alphonso Davies   | 3         |
| 4    | Cyle Larin        | 3         |
| 4    | Christian Pulisic | 3         |
| 7    | Nelson Bonilla    | 2         |
| 7    | Alexander Larín   | 2         |
| 7    | Junior Flemmings  | 2         |
| 7    | Yoel Bárcenas     | 2         |
| 7    | Weston McKennie   | 2         |

| Hạng | Cầu thủ           | Bàn thắng |
| ---- | ----------------- | --------- |
| 1    | Carnejy Antoine   | 5         |
| 2    | Arichel Hernández | 4         |
| 2    | Joel Sarrucco     | 4         |
| 2    | Mondy Prunier     | 4         |
| 5    | Thierry Ambrose   | 3         |
| 5    | Rubio Rubin       | 3         |
| 5    | Omari Glasgow     | 3         |
| 5    | Derrick Etienne   | 3         |
| 5    | Frantzdy Pierrot  | 3         |
| 5    | Lyle Taylor       | 3         |
| 5    | Matías Moldskred  | 3         |
| 5    | Jaime Moreno      | 3         |
| 5    | Ariagner Smith    | 3         |

| Hạng | Cầu thủ                              | Bàn thắng |
| ---- | ------------------------------------ | --------- |
| 1    | Bản mẫu:Country data SMA Gerwin Lake | 8         |
| 2    | Ricardo Rivera                       | 6         |
| 3    | Ayrton Cicilia                       | 5         |
| 4    | Billy Forbes                         | 4         |
| 5    | Kurt Frederick                       | 3         |
| 5    | Junior Paul                          | 3         |